# جوردن سيلكويتز
جوردان سيلكويتز (من مواليد 27 مارس 2000) هي لاعبة كرة قدم أمريكية محترفة تلعب كحارسة مرمى لفريق باي إف سي في الدوري الوطني لكرة القدم للسيدات (NWSL). لعبت على المستوى الجامعي لفريق أوهايو ستيت باكييز وفريق آيوا ستيت سايكلونيز.

## حياتها المبكرة والمسيرة الجامعية
نشأت سيلكويتز في فيرفاكس بولاية فرجينيا، وكانت واحدة من طفلين ولدا لروبرت سيلكويتز وجوني هندرسون. التحقت بمدرسة دبليو تي وودسون الثانوية، حيث حصلت على درجات في أربع سنوات من كرة القدم في المدرسة الثانوية، وتم اختيارها ضمن الفريق الثاني في الولاية في عام 2017. ولعبت كرة القدم في النادي بما في ذلك فريق نادي ماكلين لكرة القدم للشباب.
لعبت سيلكويتز في موسمها الأول مع فريق أوهايو ستيت باكييز في عام 2018 خلف حارس مرمى العام في مؤتمر بيج تين ديفون كير. في الموسم التالي بدأت 4 مباريات فقط من أصل 18 مباراة لكنها قادت الفريق بـ 58 تصديًا وتم اختيارها ضمن فريق بيج تين لجميع الطلاب الجدد.
انتقلت سيلكويتز إلى فريق آيوا ستيت سايكلونيز في عام 2020، ولعبت كل دقيقة من الموسم وحققت نفس إجمالي تصدياتها البالغ 58 تصديًا. بدأت 13 مباراة و76 تصديًا في عام 2021، مما ساعد في إقصاء فريق تي سي يو هورنيد فروجز لكرة القدم للسيدات في الجولة الأولى من بطولة بيغ 12 لعام 2021 قبل السقوط على ركلات الترجيح. بدأت كل مباراة وقادت بيغ 12 بـ 100 تصدي في عام 2022، بما في ذلك 12 تصديًا هي الأعلى في مسيرتها ضد كل من آيوا وأوكلاهوما ستيت.